# ماورو مينيلي
ماورو مينيلي (بالإيطالية: Mauro Minelli)‏ (2 أبريل 1981 في إيطاليا - ) هو لاعب كرة قدم إيطالي في مركز الدفاع. شارك مع منتخب إيطاليا تحت 20 سنة لكرة القدم. أما مع النوادي، فقد لعب مع أتالانتا ونادي تريستينا ونادي ساسولو ونادي فروسينوني ونادي كاتانيا ونادي كريمونيسي وهيلاس فيرونا ونادي لوميتساني وUC AlbinoLeffe ‏.

## روابط خارجية
- ماورو مينيلي على موقع قاعدة بيانات كرة القدم.إي يو (الإنجليزية)